# Apeadeiro de Monte de Paramos

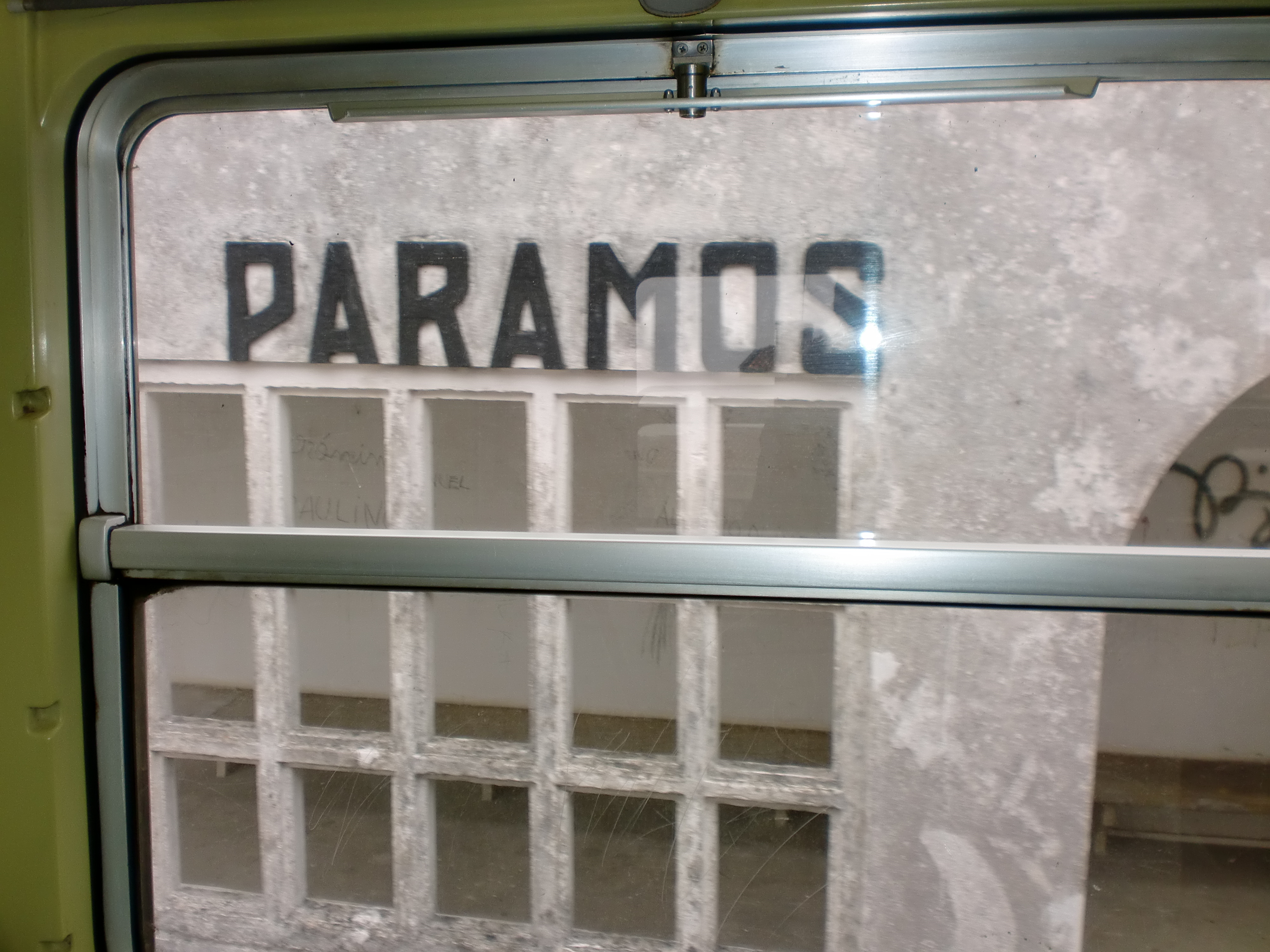
Dístico do apeadeiro de Monte de Paramos, em 2010, visto do comboio.

O Apeadeiro de Monte de Paramos é uma gare da Linha do Vouga, que serve a localidade de Monte, no Distrito de Aveiro, em Portugal.

## Descrição

### Serviços
Em dados de 2022, esta interface é servida por comboios de passageiros da C.P. de tipo regional, com oito circulações diárias em cada sentido, entre Espinho-Vouga e Oliveira de Azeméis.

## História
Este apeadeiro faz parte do troço entre as Estações de Espinho e Oliveira de Azeméis, que foi inaugurado em 21 de Dezembro de 1908. Não consta ainda dos horários da Linha do Vouga em 1913, tendo sido criado posteriormente. Em 1985, este interface era ainda um ponto de paragem na linha, com infraestrutura mínima, sem plataformas nem abrigo para os passageiros — que foram mais tarde edificados.